# Andrey Sudnik
Andrey Sudnik (né le 11 mars 1967) est un athlète biélorusse, spécialiste des courses de demi-fond.

## Biographie
Médaillé de bronze du 800 mètres aux championnats du monde juniors 1986, il termine au pied du podium des championnats d'Europe 1990 à Split.
Il se classe septième du 800 m lors des championnats du monde d'athlétisme 1991 et deuxième de la Coupe d'Europe des nations 1991.